# Gláuber
Gláuber Leandro Honorato Berti, mest känd som Gláuber, född den 5 augusti 1983 i São José do Rio Preto, är en brasiliansk professionell fotbollsspelare som spelar för Columbus Crew i Major League Soccer (MLS).

## Karriär
Gláuber började spela fotboll i Belo Horizonte-klubben Atlético Mineiro innan han bytte till Palmeiras i São Paulo, där han spelade toppfotboll för första gången 2003. Efter 18 månader med Verdão så lånades han ut i december 2005 till FC Nürnberg på ett sexmånaderskontrakt med köpoption för Bundesliga-klubben.
Den 31 augusti 2008 skrev Gláuber på ett ettårskontrakt med Premier League-klubben Manchester City. Där fick han dock bara spela en match. Han återvände sedan till Brasilien och spelade 2010 för São Caetano.
2010-2013 spelade Gláuber för den rumänska klubben Rapid Bucureşti, varefter han flyttade till USA och Columbus Crew.

## Landslaget
Gláuber har spelat en match för Brasilien och det var i en träningsmatch mot Guatemala.